# Rheintor (Breisach am Rhein)

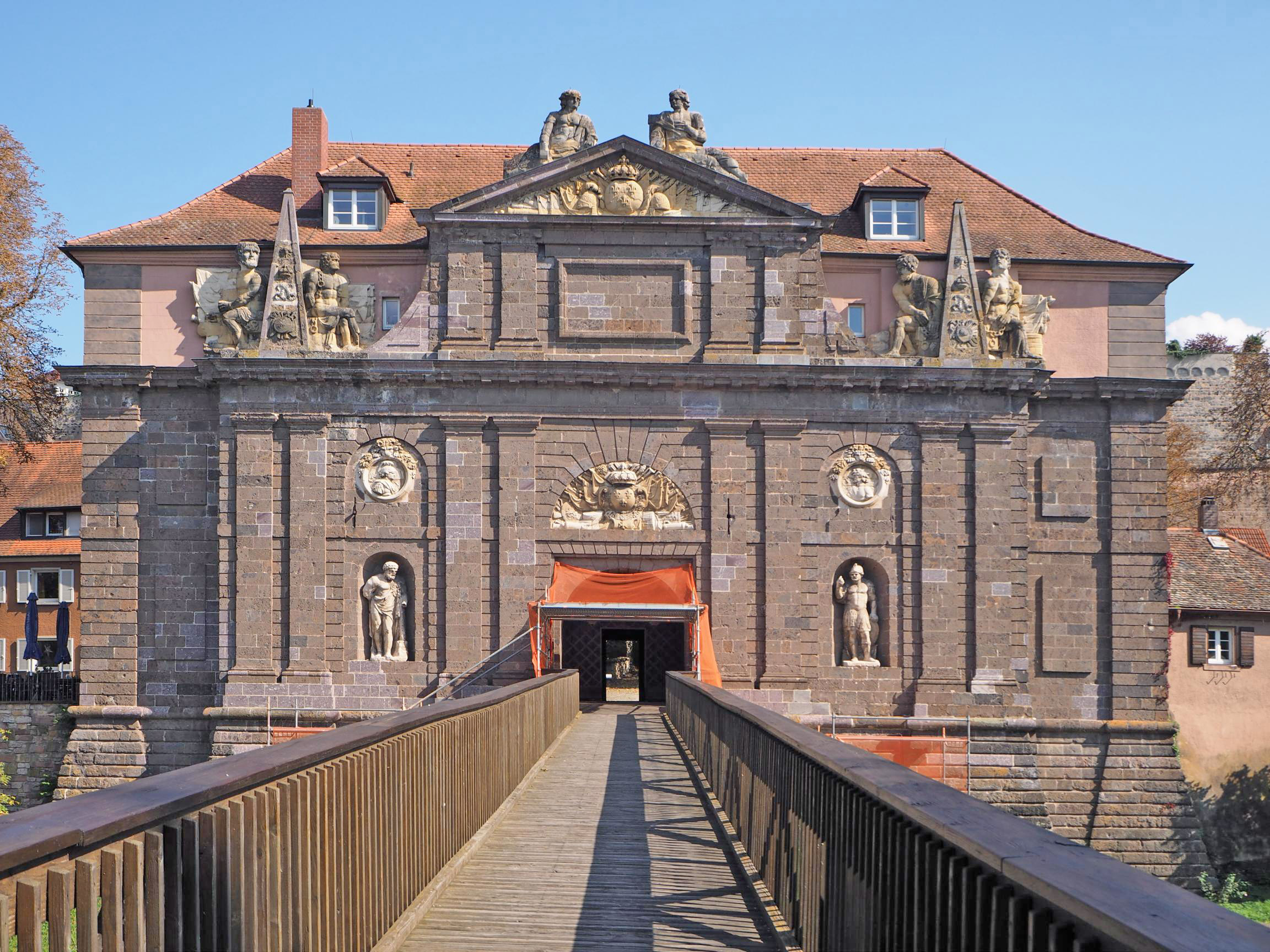
Das Rheintor von Westen gesehen

Das Rheintor liegt am westlichen Rand der heutigen Altstadt von Breisach am Rhein. Es ist ein Eingangsportal im Stil des französischen Barock und gehörte zur ehemaligen Festungsanlage Breisach. Ursprünglich grenzte das Tor direkt an den Rhein, das änderte sich erst mit der Rheinbegradigung im 19. Jahrhundert.

## Vorgängerbau
Das ursprüngliche Rheintor bestand aus einem hohen Turm mit quadratischem Grundriss und Zeltdach. Es war Teil der Stadtmauer und stand an der Rheinbrücke, die zum elsässischen Ufer führte. Die Stadtmauer umschloss die untere Stadt seit Anfang des 14. Jahrhunderts.
Dem Turm war ein Vorbau angegliedert, der zum Rhein hin mit einer Fallbrücke abschloss, die im Bedarfsfall hochgezogen werden konnte.

## Bau des neuen Rheintors

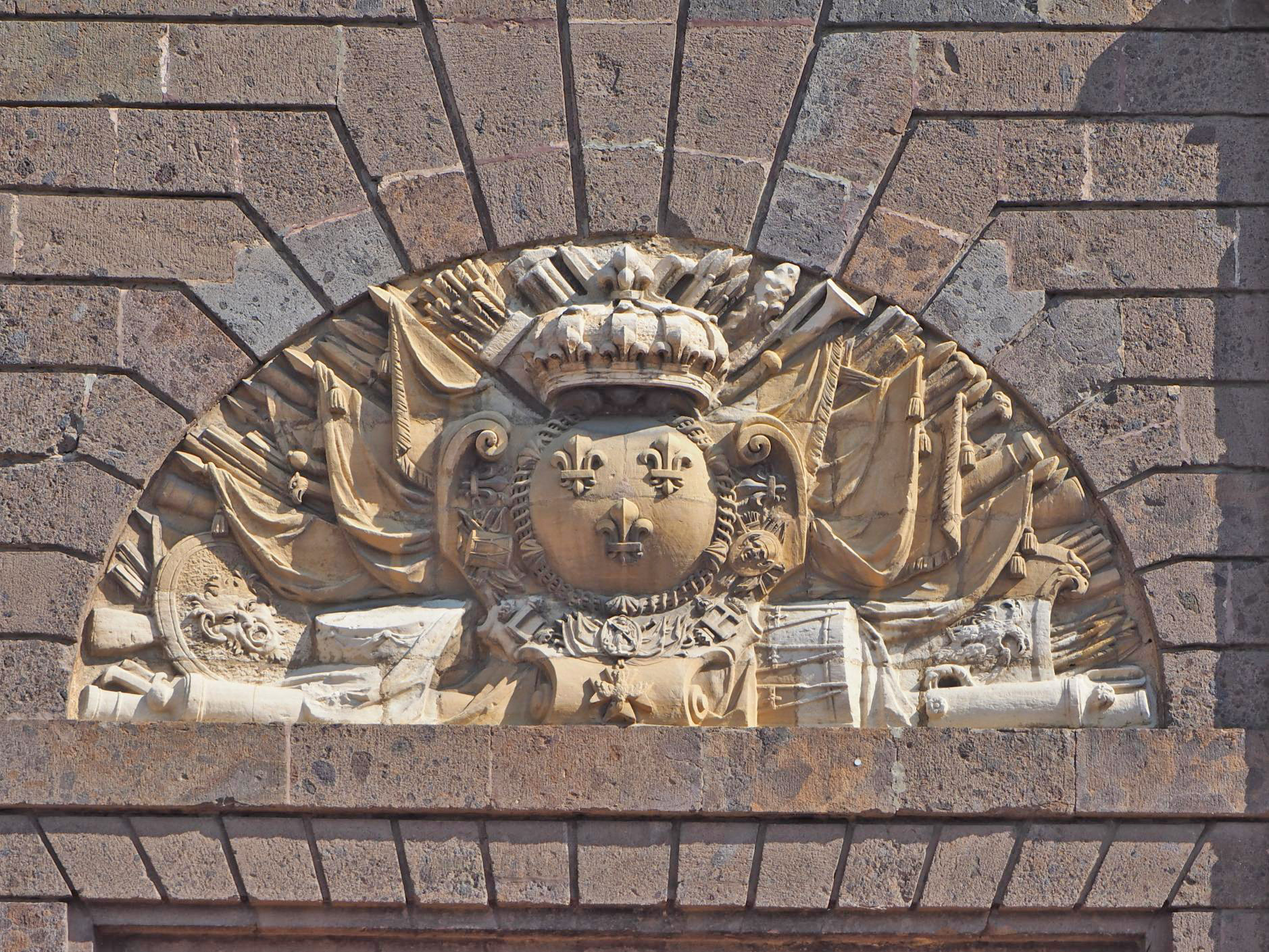
Das französische Lilienwappen über dem Eingangsportal

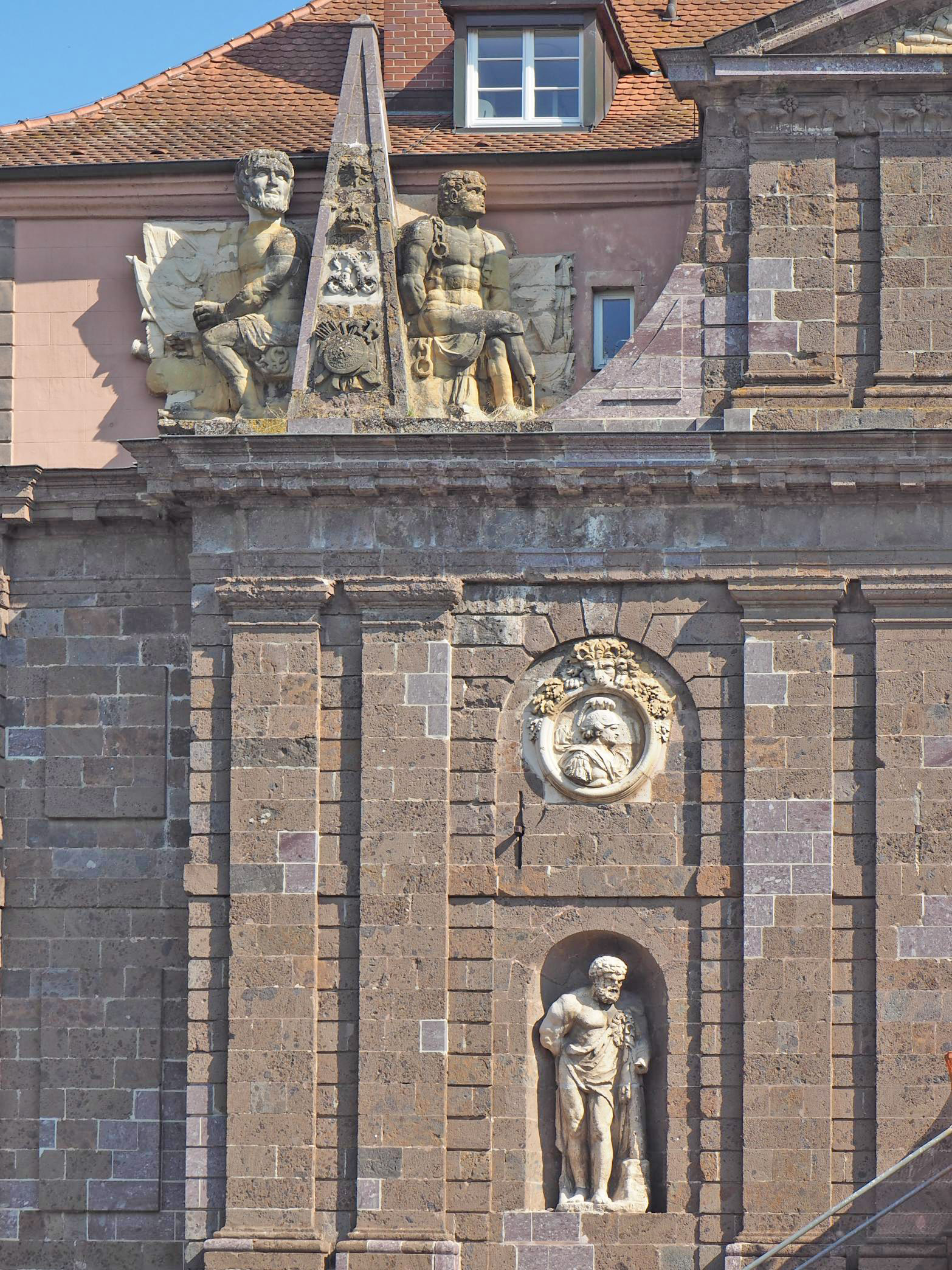
Linksseitige Details – von oben:
Obelisk mit Freifiguren
Rundrelief der Göttin Juno
Skulptur des Herkules

Nachdem 1648 Breisach an Frankreich gefallen war, ließ Ludwig XIV ein umfangreiches Befestigungswerk um die Stadt herum errichten. Aus dieser Zeit stammt auch das Rheintor in seiner heutigen Form. Es wurde um 1675 von dem französischen Festungsbaumeister Jacques Tarade nach Plänen von Sébastien le Prestre de Vauban gebaut. Als Eingangsportal der ehemaligen Festungsanlage war es von zwei konischen Halbkreisrondellen flankiert, von denen das südliche noch erhalten ist.

## Baubeschreibung
Das Tor wurde als triumphales Eingangsportal der ehemaligen Rheinbrücke erbaut, entsprechend war die prächtige Hauptfassade zum Rhein hin gerichtet. Das Baumaterial ist farbig schattiertes Dolerit, der plastische Schmuck besteht aus Kalkstein.
Der rustizierte Sockel wird durch einen Halbkreiswulst abgeschlossen. Die Stirnwand, die sich nach oben anschließt, ist insgesamt 28,5 m breit. Den eigentlichen Triumphbogen bildet der 21 Meter breite mittlere Teil, der einen Meter vorspringt und bis zur Giebelspitze ca. 15 Meter hoch ist. Vertikal ist er durch vier Pilasterpaare mit römisch-dorischen Kapitellen gegliedert, horizontal durch ein Gesimsband in halber Pilasterhöhe.
In der Mitte befindet sich das Eingangstor, bekrönt durch eine Halbkreisnische mit dem französischen Lilienwappen. Beidseitig davon stehen in Nischen überlebensgroße Figuren, darüber Rundreliefs mit Brustbildern im Profil.
Über einem breiten Hauptgesims folgt ein Attikaaufbau, der allerdings nicht die ganze Breite einnimmt. Die beiden Pilasterpaare neben dem Eingang finden ihre Fortsetzung in den gedrungenen Pilastern der Attika. Im Giebelfeld erscheint wieder das französische Königswappen mit den drei Lilien. Auf den Giebelschrägen sitzen zwei überlebensgroße Freifiguren. Flankiert wird die Attika von zwei Obelisken mit großen hockenden Freifiguren.

## Details
- Das Relief mit dem Lilienwappen über dem Eingangsportal wird von der Königskrone bekrönt. Es wird umrahmt von der Ordenskette des Heilig-Geist-Ordens und – weiter außen – von Waffentrophäen, Fahnen, Trommeln und Geschützrohren. Das Motiv wiederholt sich im Giebelfeld der Attika.

- Die Freifiguren in den Nischen beidseitig des Eingangsportals sind 2,60 m hoch.
In der rechten Nische sieht man eine Skulptur des Mars, der sich auf ein Schild stützt. Der Kriegsgott Mars gilt als Symbol der Macht. Das Rundrelief über der Figur zeigt vermutlich das Brustbild des Jupiter, des höchsten der römischen Götter. Er ist an dem Adler auf seiner Schulter zu erkennen.
In der linken Nische ist der auf eine Keule gestützte Herkules dargestellt, ein Symbol der Kraft. Die Skulptur ist eine Nachbildung des Herkules der Farnesischen Sammlungen in Neapel. Das Rundrelief darüber könnte die höchste römische Göttin Juno darstellen.

- Die Figuren auf den Giebelschrägen der Attika sind schwerer zuzuordnen. Sie werden oft als Flussgottheiten von Rhein und Donau interpretiert.

- Die Obelisken beiderseits der Attika sind mit Reliefs geschmückt. Sie zeigen die Sonne als Symbol des Sonnenkönigs, darunter die Krone, dann ein Monogramm und schließlich unten einen Schild vor antiken Waffen. Die großen Figuren, die an den Obelisken kauern, sind an den Händen gefesselt. Es könnte sich um besiegte Germanen handeln. Dieses Motiv wurde im 17. Jahrhundert häufig gewählt.[1]

## Erweiterung und Nutzung

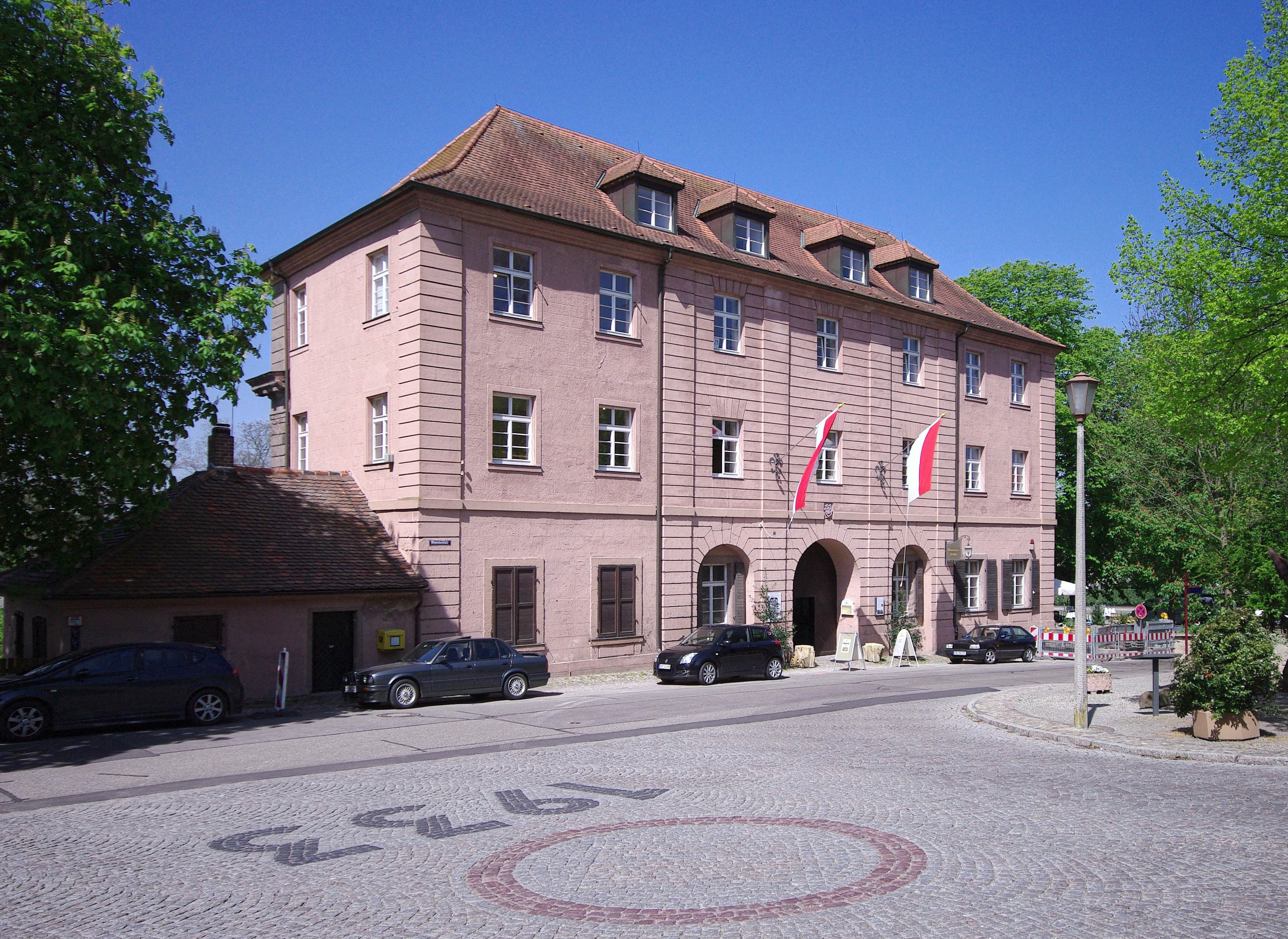
Das Rheintor von Osten gesehen
Museum für Stadtgeschichte im Erweiterungsbau von 1829

1829 wurde die Rückseite des Tors erweitert. Der schlichte Anbau mit Walmdach beeinträchtigt die Wirkung des ursprünglich frei stehenden oberen Fassadenteils. Das Gebäude diente als Zollstation, als Kaserne, als Lazarett, als Armenhaus, Schullokal und Tabakfabrik. 1838 bis 1857 produzierte dort die Tapetenfabrik Erismann. Seit 1991 ist in dem Gebäude das Museum für Stadtgeschichte untergebracht.